# Satu Hassi

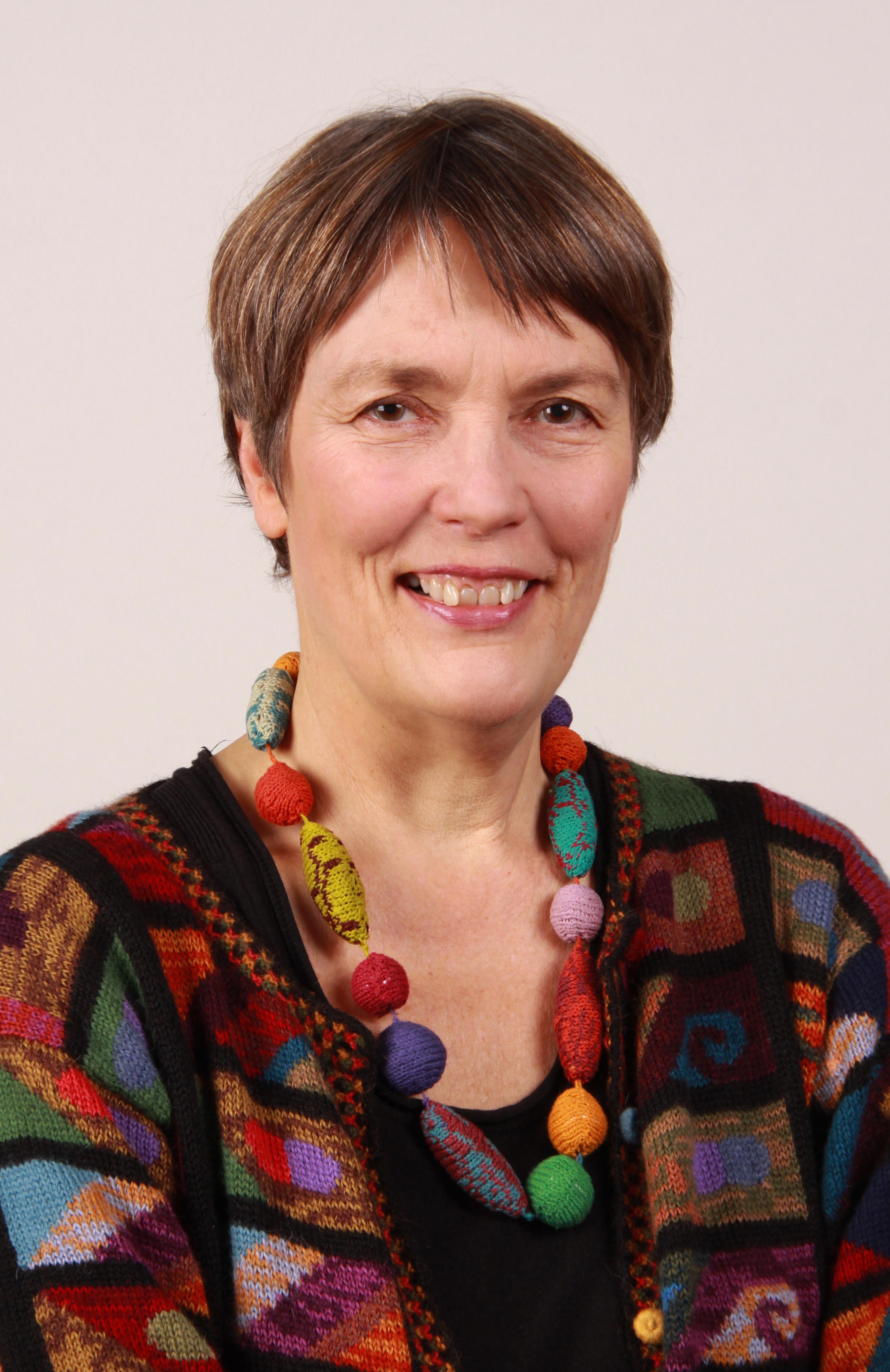
Satu Hassi 2014.

Satu Maijastiina Hassi, född 3 juni 1951 i Helsingfors, är en finländsk politiker (grön) och författare. Hon var riksdagsledamot åren 1991-2004, miljö- och biståndsminister 1999-2002 och europaparlamentariker 2004-2014. Hon var också partiordförande för det Gröna förbundet 1997-2001. Hon har en teknisk licentiatexamen i elkraftteknik från Tammerfors tekniska universitet.
Hassi var verksam i den vänsterinriktade studentrörelsen i början av 1970-talet, då hon studerade i Helsingfors. Hon flyttade till Tammerfors 1975, och blev klar med sina studier 1979. År 1984 blev Hassi invald till stadsfullmäktige i Tammerfors, där hon var ledamot 1985-2000. Hon blev invald till Tammerfors stadsfullmäktige igen år 2012.
Hassi blev invald till Finlands riksdag år 1991. Hon var ordförande för den gröna riksdagsgruppen 1991-1993, våren 1997 och åren 2003-2004. Åren 1997-2001 var hon partiordförande för det Gröna förbundet. Hon blev miljö- och biståndsminister i Lipponens andra regering 1999-2002. Hon lämnade denna position då de gröna lämnade regeringen som protest mot beslutet att bygga ett femte kärnkraftverk i Finland.
Hassi blev invald till Europaparlamentet 2004, och igen i valet år 2009. Hassi ställde inte upp för omval i valet år 2014. I Europaparlamentet sitter Hassi i Greens/EFA-gruppen. Hon har varit koordinator för sin grupp i utskottet för miljö, folkhälsa och livsmedelssäkerhet, där hon även var viceordförande 2004-2009. Hon var därtill suppleant i utskottet för industrifrågor, forskning och energi. Satu Hassi har även aktivt deltagit i delegationen till den gemensamma parlamentarikerkommittén EU-Mexiko.
Förutom politiker, är Hassi även författare, och har skrivit bland annat diktsamlingar.

## Utmärkelser
- Kommendörstecknet av Finlands Vita Ros’ orden,  6 december 2000[5]

[Redigera Wikidata]